# ザブ (グラディウス)
ザブ（ZABU）は、コナミ（現：コナミデジタルエンタテインメント）のシューティングゲーム『グラディウスシリーズ』に登場する架空の兵器。バクテリアン軍の時空間移動爆雷と呼ばれる一種の特攻兵器である。

## 概要
目標（が目視可能な程）の近くにワープアウトし、そのまま目標へ体当たりを敢行する。しかし、方向転換は出来ないため、回避されるとそのまま画面外へ去っていく。『ゼビウス』に登場したザカートに近い。
なお、ワープアウトする際、予兆として機体の影が1秒ほど先に現れてから実体を現すので、出現位置がわかるうえ、動きもあまり速くはないので、かわすことは容易である。しかし、要塞など狭い地形ではかわすのは難しく、一部の作品のザブではこのような予兆が現れない場合もある。
作中では後述のように要塞内部や、その周辺宙域に設置もしくは転送されることが多い。
基本的に外見は名称の由来となった座布団のような姿をしており、機体の中心には円形状の物体が見受けられる。しかしパロディウスシリーズ等では多種多様な姿をしている。またいくつかの派生モデルが存在する。
『グラディウスII』のスタッフが製作した『XEXEX』でも似たような雑魚キャラが登場する。
第一作『グラディウス』ステージ2の終盤、ビッグコアの前座として初登場し、同ステージ7の要塞ゼロス内部にも登場。以降はシリーズの定番雑魚キャラとなる。『グラディウスII』以降はボスオンパレードステージにおける前座兼カプセル補給担当として登場する。この時のBGMとして『グラディウス』のボス戦BGMである『Aircraft Carrier』のアレンジバージョンが使われ、以降の続編やパロディ作品であるパロディウスシリーズでも同様の扱いとなる。しかし一部の作品ではザブが他の敵に代えられる等、例外がある。

## 登場作品
オリジナルのザブが登場するのは次の通り

### グラディウス
ザブ
ステージ2のボスの前座。ステージ7では通常の雑魚として登場。ファミコン版ではステージ2のハイライト前には体当たりの他、通常弾も撃ってくる。

### グラディウスII
ザブMk-III
文献によってはザブIIIともいわれる。ボスオンパレードステージの前座（AC版ではステージ7、FC版ではステージ5、PCE版ではステージ8）と要塞面に登場。この作品でカプセルのある赤いタイプが初めて登場する。ボスオンパレードに出現するザブは基本的に出現位置が固定されておりパターン化が可能だがFC版IIは出現位置がランダムになっている。

### グラディウスIII
ザブMk-IIIライズ
ステージ10の要塞面に登場。SFC版ではステージ8のボスオンパレードの前座とステージ9に登場。
移植版である『グラディウスIII&IV -復活の神話-』、『グラディウス ポータブル』では、難易度を「Very easy」以下にするとデモスの代わりにカプセルを持ったザブMk-IIIライズが大量に現れるようになる。
AC版、及び復活の神話の難易度ノーマル以上だと機体の倍以上の当たり判定が存在する。

### 沙羅曼蛇2
ザブα
ステージ2に登場。左右対称なデザインで前作『沙羅曼蛇』に登場したベルベルムによく似ている。縦に2列並んで現れたり、横に2列並んで現れたりし、自機を挟み撃ちにしようとする。
ザブβ
ステージ5に出現し、通常のザブとほぼ同じデザイン。同ステージボス、プレートコア戦にも出現。護衛機であるクラブレスを倒すと画面後方から現れる。

### グラディウス外伝
ザブJ
ステージ2に登場する。集積回路のようなデザインをしている。ただ出現するだけでなく、スクラップを背負って、自機に突進するなど、狭い地形と相まって強敵になる。
ザブN
ステージ9に登場する要塞仕様機。機体は紫色。
ザブR
ステージ8のボスオンパレードの前座に登場する。色はパワーアップカプセルを持っているオレンジのみ。

### グラディウスIV
ザブMk-IV
ステージ8のボスオンパレードの前座及びステージ9に登場。歴代のザブに比べやや小型。

### グラディウスV
ステージ2、6のボスオンパレード、ステージ7やステージ8にも登場。ボスオンパレードの際新たにボスが出現する度に3~4機の赤いザブが現れる。ステージ7の空中戦において円陣を組み出現するタイプは出現後自機に向かってくるのではなく、螺旋状に高速で散開していくので回避しづらい。ステージ2のボスオンパレードにおけるBGMは「Poison of Snake」のアレンバージョン。

### ネメシス
パット
ステージ2（裏面では7）の道中及びボスの前座と要塞面であるステージ5(10)に出現。デザイン、行動パターン共々通常のザブ。

### ネメシスII
名称は明らかになっていないが、ステージ2とステージ3ボスの前座で登場するタイプは前作のパットと同一の機種である可能性が高い。またステージ5のボス直前にも出現するが、こちらは全く異なるデザイン。なお前者には専用のBGMがある。

### グラディウス リバース
ステージ2終盤のボスの前座及びステージ5に出現。

### ゴーファーの野望 エピソードII
ステージ4のボスオンパレードの前座に登場。倒すとパワーアップカプセルが出現することがある。

### グラディウスジェネレーション
ステージ4~8及びファイナルチャレンジモード等に出現する。外見は球体状で印象がやや異なる。ステージ8の中ボス、レクシオンコア第三形態の支援ユニットからも射出されるが、従来のザブと異なり編隊を組んでくる。

### グラディウスNEO
ZABU
ステージ5に登場。灰、赤、緑の三色が存在する。灰は通常型、赤はパワーアップカプセルを出す従来のシリーズと同一だが、緑はこの作品独自のオプションフォーメーションを獲得するために必要な緑色のカプセルを出す。

### グラディウスNEO -IMPERIAL-
ZABU
ステージ5後半に出現。NEOとは世界観とデザインを共用するが、自機にオプションフォーメーションが無いため緑のZABUは出現せず、従来のシリーズを踏襲した灰と赤の2種類のみ出現。

### パロディウスだ!
それぞれ全く異なる3タイプが出現するが、全てオリジナルのザブと同一の動きをする
ステージ6に登場するタイプは通常型ザブ
ステージ9に登場するタイプは人魂。ステージ中間地点で髑髏の形をしたフォーメイションで出現する。同ステージボス"吉原ダユー"からも発射される。
ステージ10（FC版では7、SFC版では11）ゴーファーの要塞に登場するタイプは風車の形をしている。

### 極上パロディウス
ステージ5やスペシャルステージに登場する。前作の要塞面に登場した風車型と太陽型の2種類が交互に出現する。要塞面に登場するタイプは後者の太陽型のみ。スペシャルステージ終盤ではTHANK YOU FOR PLAYING THIS GAMEの文字を描くように出現し、ここまで到達したプレイヤーにメッセージを送りつつ攻撃してくる。
ステージ5にはさらにゼビウスに登場したブラグザカートのパロディキャラが現れる。

### 実況おしゃべりパロディウス
ボスオンパレードステージの前座と、最終面であるお祭りステージで登場。ボスオンパレードステージに登場するタイプはSFC版はナルト型、PS版はぱずるだまそのものである。お祭りステージに登場するタイプは手裏剣型でSFC、PS版両方に登場。

### セクシーパロディウス
最終ステージに登場。輝くコインのような姿で中央にタコらしき模様が見える。歴代のザブタイプに比べ二周りほど大きく、スピードも速い。このタイプは、出現時にプレイヤー機がいた座標に着くと消滅するため、プレイヤー機が動かなければ体当たりを食らわないという他シリーズにはない特徴がある。

### オトメディウス、オトメディウスG
ネモフィラ
画面上のテロップで「ワープ敵ザブ」と表記。デザインは回転する桜の花びらのような外見。通常は東京ステージからの登場だが、難易度によっては他のステージにも出現する。移植版『オトメディウスG』ではカナディアンロッキーステージやヴァルハラステージにも登場する。

### オトメディウスX
オリジナルと同じく座布団型で登場。各ステージのボス及び中ボス戦において一定時間毎に必ずパワーアップカプセルを持つ赤いザブが現れる。

### ワイワイワールド2 SOS!!パセリ城
ビッグコアステージの前座で登場。姿はタコ。また全てカプセルを出す。

### 脳開発研究所クルクルラボ
運動分野のミニゲームに「ザブ撃破」「ザブ避け」がある。

## 近種
攻撃方法は異なるが、行動の性質や外観が類似しているキャラを記述する。
ザブII
AC版、PCE版『沙羅曼蛇』及び『ライフフォース』ステージ5後半に登場。デザインはファランクスと似た円形状。「ザブII」という名前であるが、行動の性質は通常のザブと異なる。出現エリアでは自機がどの場所にいても、必ず自機の周りを囲むように8機が瞬間的に現れ、一気に自機目掛けて高速で突撃してくる。包囲網の中心（出現時自機がいた所）にくると消滅する。
このサイクルを4回繰り返すと、今度は違った形状の敵（名称不明）が2回ワープアウトして来る。出現数も16機と2倍に増え、更に螺旋状に現れるため、余計に避けにくくなる。
そのため、ステージの最後に出てくるベルベルム高速編隊と合わせてステージ5の難所といわれている。対処としては、マルチプル（オプション）がある場合は自機の周りに置いて、弾丸やミサイルで撃破する、ない場合は出現するまで自機に惹き付けておいて、現れた瞬間に前進してザブとザブの隙間から避けるなどがある。しかし、高周期になると打ち返し弾が発生するため、後者でしか対応出来なくなる。後者の場合はスピードアップしておくと避けやすくなる。
『ライフフォース』では、最初の4回が緑と白に点滅するアメーバ、後の2回が眼球とグラフィックが変更されている。『極上パロディウス』のスペシャルステージでのカラーボール地帯では、空間から突如現れ、円形に自機を囲むようにして襲いかかるザブIIと類似した攻撃パターンを持つ。
ファランクス
AC版、PCE版『沙羅曼蛇』及び『ライフフォース』のステージ5に登場する中型雑魚。ザブIIをそのまま拡大したようなデザインで、時計回りに回転して移動する。画面外から高速で現れ、自機をしつこく追尾し、4つある発射口のうち、1つから低速の追尾ミサイルを撃つ。本体を破壊されると、8方向に残骸を飛ばすが、これは破壊可能である。一定時間が経つと、画面外に消えていくが、追尾ミサイルは撃破しない限りいつまでも画面に留まる。
『ライフフォース』では、他のメカ系雑魚と同じく機体が緑色となっており、追尾ミサイルのデザインがアメーバ状に変更された。
グロブター
AC版、FC版、PCE版『沙羅曼蛇』及び『ライフフォース』のステージ6に登場する対空砲火。画面から湧き出すように出現するエネルギーの塊。破壊不能。これを発射している砲台は目視不能なほど遥か下方に位置しているため破壊は不可能で、出現を予め阻むことは出来ない。出現前に発射音が聞こえる。
クリスタルボム
AC版、FC版、PCE版『沙羅曼蛇』及び『ライフフォース』のステージ6に登場する雑魚。外観はビッグコアなどに付属するコアと酷似しているが、それに比べるとグラフィックはかなり小さい。本体は赤・青・緑の順に点滅する。自機の前方（画面状では上）から3機編隊で、自機目掛けて高速で飛んでくる。難易度を上げたり、高周期になると通常弾を出すようになる。
FC版ではグラフィックが大きくなっており、編隊を組まずにバラバラに登場する。
『極上パロディウス』ステージ5にも登場している。スペシャルステージではザブIIの様に自機の周りから現れて突っ込んでくる。
『ライフフォース』では、グラフィックデザインが眼球に変わっている。
デストラクション
『グラディウス2』のステージ3(11)、7、14及び戦艦の内部に登場する誘導機雷。星のようなデザインをしている。画面外から数機が同時に現れ、自機を追尾して囲い込もうとする。ただし、動きは遅い。
エグソダス
『グラディウス2』及び『ネメシス'90改』に登場する時空間移動爆雷。ヴェノム艦（グラ2ではステージ14、90改では11）に登場する。動きはAC版『沙羅曼蛇』に登場するザブIIと同じくプイヤー機を囲むように出現するが、グラ2ではそのままプレイヤー機に向かって来るだけだが、90改では出現後一旦散開した後プレイヤー機に向かってくる。デザインはグラ2ではビッグコアを小型化したようなデザインで、90改ではオリジナルのザブと同じく座布団型。
デモス
AC版『グラディウスIII』のステージ10のボスオンパレード前のみに登場する超高速移動砲。中型雑魚。8方位に砲も持っており、カプセルを持っているため色はオレンジのみ。瞬間的に現れ、自機のいるxy座標を計算し、それぞれに応じた3つの砲から弾を出す。現れる数が9機なので、復活する際、大幅なパワーアップは望めない。
移植版である『グラディウスIII&IV -復活の神話-』、『グラディウス ポータブル』では、難易度を「Very　Easy」以下にすると本機の代わりに、カプセルを持ったザブMk-IIIライズが大量に現れるようになる。

## 他ゲーム
『ゴシックは魔法乙女』
敵キャラの出現方法においてザブ同様の処理が多用されている。
『ゼクセクス』
最終面のステージ７前半でザブに類似した敵キャラが登場。数機がかりで体当たりしてくる。
『ツインビー』
第1作のツインビーのステージ2のボス、パラレルディッシュと共に現れるスピンというザコ敵は、集団で体当たりしてくるが、実体化するまでに当たり判定が無いザブと共通する部分があり、ザブの原点ともいえる。